# Liste der Kulturgüter in Freimettigen
Die Liste der Kulturgüter in Freimettigen enthält alle Objekte in der Gemeinde Freimettigen im Kanton Bern, die gemäss der Haager Konvention zum Schutz von Kulturgut bei bewaffneten Konflikten, dem Bundesgesetz vom 20. Juni 2014 über den Schutz der Kulturgüter bei bewaffneten Konflikten sowie der Verordnung vom 29. Oktober 2014 über den Schutz der Kulturgüter bei bewaffneten Konflikten unter Schutz stehen.
Es sind weder A-Objekte noch B-Objekte auf dem Gemeindegebiet ausgewiesen, Objekte der Kategorie C fehlen zurzeit (Stand: 14. Februar 2024). Unter übrige Baudenkmäler sind Objekte zu finden, die im Bauinventar des Kantons Bern als «schützenswert» verzeichnet sind.

## Übrige Baudenkmäler
Hinweis: Als Objekt-Identifikator (ID) wird die Grundstücksnummer verwendet.
| ID  | Foto |                 | Objekt                       | Typ | Standort                             | Beschreibung |
| --- | ---- | --------------- | ---------------------------- | --- | ------------------------------------ | ------------ |
| 17  | BW   | Datei hochladen | Ehemalige Käserei (1842)     | G   | Schulhausstrasse 5 614462 / 190790   |              |
| 54  | BW   | Datei hochladen | Speicherstöckli (18. Jh.)    | G   | Dorfstrasse 9 614342 / 190755        |              |
| 54  | BW   | Datei hochladen | Bauernhaus (1706)            | G   | Dorfstrasse 11 614367 / 190787       |              |
| 75  | BW   | Datei hochladen | Bauernhaus (1898)            | G   | Dorfstrasse 14 614394 / 190840       |              |
| 125 | BW   | Datei hochladen | Restaurant Hüsi (um 1800)    | G   | Dorfstrasse 38 614378 / 191133       |              |
| 127 | BW   | Datei hochladen | Speicher (1. Hälfte 18. Jh.) | G   | Dessigkofen 160d 614050 / 190324     |              |
| 132 | BW   | Datei hochladen | Speicher                     | G   | Dessigkofen 161c 614111 / 190386     |              |
| 192 | BW   | Datei hochladen | Bauernhaus (1729)            | G   | Schulhausstrasse 12 614528 / 190723  |              |
| 192 | BW   | Datei hochladen | Speicher (1. Hälfte 18. Jh.) | G   | Schulhausstrasse 12b 614543 / 190688 |              |
| 205 | BW   | Datei hochladen | Wohnhaus (1929)              | G   | Niedermatt 140 614221 / 190591       |              |

Hinweis zur Legende: Anstelle der KGS-Nummer wird als Objekt-Identifikator (ID) die Grundstücksnummer verwendet.